# Ирско питање
Ирско питање је фраза коју су од почетка 19. века до 1920-их година користили претежно припадници британских владајућих класа, а односи се за описивање ирског национализма и позиве за ирску независност.

## Културни и религијски идентитет
Од 5. века п. н. е. Ирску су освајали келтски народи који су се организовали у више малих краљевстава са врховним краљем као врхунским господарем. Како Ирска никада није била освојена од стране Римљана, келтски језик, култура и начин живота су на овим пределима опстали вековима.
Свети Патрик је већину Ираца у 5. веку преобратио у Хришћанство. Ирска је након тога изнедрила многе мисионаре попут Ејдана и Колумба, који су постали веома активни у Британији и западној Европи. Келтско хришћанство се једно време у неким аспектима разликовало од римске верзије хришћанства, али одлука Синода у Витбију 664. године је обезбедила да хришћанство по свим земљама, укључујући и Ирску, преузме римску верзију обреда.
Крајем 8. века Ирску су почели да нападају Викинзи. За време њихове владавине и под њиховим надгледањем, основани су најстарији прави градови у Ирској, укључујући и Даблин. Дугогодишњу владавину Викинга је у бици код Клонтарфа 1014. године сломио Брајан Бору, који је постао ирски херој.

## Англо-норманска окупација
Краљ Брајан Бору је и сам погинуо код Клонтарфа 1014. године, а каснији врховни краљеви нису успели да уједине Ирску. 1169. године један англо-нормански поход се завршио у Ирској, након што је војску позвала једна од страна које су учествовале у Ирским племенским ратовима. Предвођени Ричардом, грофом од Клера, Нормани су брзо постали независна сила. Њихов успех је подстакао енглеског краља Хенрија II да пређе у Ирску и постане господар целе земље. Тако је над земљом започела норманско-британска владавина, која ће трајати седам и по векова.
Англо-норманску аристократију у Ирској, као и Викинге пре њих, асимиловала је келтска култура којом су они желели да доминирају. У 16. веку се у Енглеској, којом су владали Тјудори, развио јак државни апарат, што је имало фаталне последице по Ирску. Хенри VIII се прогласио краљем Ирске и укинуо многе феудалне институције у тој земљи. За време Елизабете I, избио је нови англо-ирски конфликт. Енглеска је постала протестантска, док су Ирци остали верни старој религији, католицизму.

### Религијски сукоб
Религијске разлике су дале додатни жар побунама за које су се Ирци надали да ће збацити Енглезе са власти. Против Енглеза је било усмерено и то што су Ирци тражили помоћ од Шпанаца и Италијана, који су били католици и представљали претњу по опстанак Енглеске. Ирски ратови су постали дивљачки и крвави, а завршили су се 1603. године поразом побуњеничког вође, грофа од Тајрона у бици код Кинсејла. Тајроново упориште је било у северној провинцији Алстер. Када је Џејмс VI од Шкотске 1603. године наследио енглески престо као Џејмс I, он је одмах преузео кораке у циљу коначног покоравања Алстера. Искористивши један ирски устанак, Џејмс је конфисковао имања побуњених грофова, истерао Ирце и довео протестанте Енглезе и Шкоте. Од тада је Алстер постао протестантско упориште у сукобу са „папистима“ Ирцима у осталим деловима земље. Католичка Ирска се бунила 1740-их, све док Оливер Кромвел није лично дошао и сломио противнике опсадама Вексфорда и Дрогеде, где је масакрирао њихове гарнизоне.
Када је католички енглески краљ Џејмс II дошао у Ирску након што је изгубио престо у корист Мери, његови религијски истомишљеници су се још једном дигли да би му пружили подршку. Ти догађаји су појачали уверење протестантских Ираца да они имају посебну традицију и идентитет у односу на остатак Ирске, па су се и они током наредних 300 година бунили у име протестаната. У међувремену су ирски католици кажњавани због својих побуна. Поседи су им конфисковани и доношени су закони којима је нестала католичка земљопоседничка класа и који су лишили католике права на гласање и на државну службу.

## Сиромаштво и репресија
У 18. и 19. веку је маса Ираца била у крајње сиромашном положају због репресија господара и мера које је Британија предузимала да би спречила конкурентност ирске индустрије. Због тога су и протестанти и католици били веома огорчени, а појединце из обе групе је привукла Француска буржоаска револуција. Они су формирали друштво Уједињене Ирце које је предводио Вулф Тон, који је осмислио масовну националну побуну 1798, а акција је брутално угушена.
Британска влада је била узнемирена због ових догађаја, па је покушала да пооштри мере. До тада је Ирска, иако под влашћу круне, имала свој сопствени, искључиво протестантски Парламент. Енглеска, Велс, Шкотска и Ирска су основале Уједињено Краљевство којим су владале влада и Парламент у Вестминстеру, а све четири земље су имале своје представнике.
Нови ирски вођа Денијел О'Конел, "Ослободилац", се залагао за строго правна средства. О'Конел је имао значајну улогу у постизању католичке еманципације 1829. која је омогућила католицима у Ирској и осталим деловима Уједињеног Краљевства да гласају и учествују у државној служби.
Године 1845. је Ирску задесила пропаст рода кромпира која се претворила у катастрофу. Кромпир је био основна храна у овој осиромашеној земљи, а када је род пропао, британска влада није преузела ефикасне мере. Током онога што ће постати познато као Велика кромпирска глад, умрло је скоро милион људи, а још много више емигрирало у САД.

## Борбе за независност
Након Велике кромпирске глади 1845. године, револуционарна политика је оживела у облику тајних друштава. Ирци у САД су основали Братство Фен. Након неуспеха устанка из 1867, парламентарна агитација је поново избила у први план. Ирски сељаци су организовали бојкоте, усмерене против репресивних господара. Захваљујући томе, Ирско питање је постало једно од питања о којима се најжешће расправљало у британској политици.
Крајем 19. века је кроз низ реформи побољшан положај сељака, а нестале су и многе недаће католика. Међутим, два покушаја да се обезбеди самоуправа за Ирску одржана 1886. и 1893. године су пропала.
Након дугог периода одсуства, либерали су се вратили на власт 1906. године. Када су због пореске политике ушли у конфликт са Горњим домом, успели су да укину право Горњег дома на вето на доношење закона уз помоћ посланика партије Ирских националиста. Укидање права на вето је коначно омогућило доношење Закона о самоуправи, али је то узроковало велику кризу. Ирски протестанти на северу су се горко противили мери која их је учинила мањином у Ирској, а када је уз помоћ британских конзервативаца оружје прокријумчарено у Алстер, грађански рат је постао известан.
Самоуправа је постала законита 1914. иако су намере владе остале нејасне. Исте године избио је Први светски рат, па је Закон суспендован, а проблем је постао инфериоран.

### Републиканско питање
Иако су многи Ирци подржавали самоуправу, само је мањина желела потпуно отцепљење од Британије.
На Ускрс 1916. су неки сепаратисти Републиканци инсценирали тзв. Ускршњи устанак у Даблину, заузевши Главну пошту и друга стратешки главна места и супротстављали су се британској војсци неколико дана. Упркос томе што су се дивили њиховој одлучности, већина Ираца то није одобравала, док Британска влада није направила грешку и убила Падрака Пирса, Џејмса Конолија и друге вође Ускршњег устанка. На њих је убрзо почело да се гледа као на жртве, а јавно мњење се приклонило Републиканцима.
Мишљење јавног мњења се огледало током послератних избора 1919, када је револуционарна републиканска партија Шин Фејн убедљиво поразила умерене ирске националисте. Када је странка Шин Фејн покушала да оснује сопствену ирску владу, дошло је до жестоких сукоба у којима је војно крило Шин Фејна, Ирска републиканска армија (ИРА) водила герилски рат против британских војника и тзв. 'Black and Tan плаћеника, тј. ирских војника. Зверства почињена током те борбе су искључила свако помирење.
Коначно, 1921. године, вође Републиканаца су схватиле да морају да прихвате поделу Ирске. Већи део земље је постала самостална Слободна Држава Ирска, али у саставу 6 северних провинција. Једно крило Републиканског покрета под вођством Емона де Валере је одбило да прихвати овај компромис, али га је у новом грађанском рату поразила војска нове Слободне Државе. Технички гледано, овако организована она је била британски доминион, али републиканска традиција је остала јака, док су везе са Британијом постепено нестајале.
Борбе за независност су потпуно завршене 1949. године, када је Ирска проглашена потпуно самосталном и независна државом Републиком Ирском.

## Скорашњи немири
.
1968. католички активисти у северној Ирској су поново устали у протест, не као републикански револуционари, већ као покрет који ће вратити грађанска права која су им дуго била ускраћивана.
Млака реакција британске владе и велико непријатељство протестаната из Алстера су фрустрирали овај покрет, па је насиље ескалирало. ИРА је започела бомбардовања и убиства. Године 1969, британска војска је ушла у ову провинцију у узалудном покушају да одржи мир, а 1972. је уместо Парламента Северне Ирске са протестантском већином, тим делом управљало се директно из Вестминстера. Током седамдесетих и осамдесетих година 20. века супротстављене фракције су све више прибегавале насиљу. Протестанти усу бомбардовали и убијали католике који су се освећивали протестантима.

## Споразум на Велики петак
Године 1998. је више партија и фракција потписало споразум на Велики петак, који се бавио питањима која су раздвајала два народа и који је постао залог за трајни мир. Британска влада је начинила уступке, док је Шин Фејн (ИРА) обећао престанак ватре и разоружање.
Године 2002, је дошло до промена по питању владе и полиције у северној Ирској, али дубоке поделе између католика и протестаната су довеле до тога да влада буде суспендована. Старе поделе су и даље дубоко укорењене, а мировни процес коче неслагања и спорадично насиље.
У јулу 2005. године ИРА је најавила да формално прекида оружану борбу у знак промене.